# OOPArt

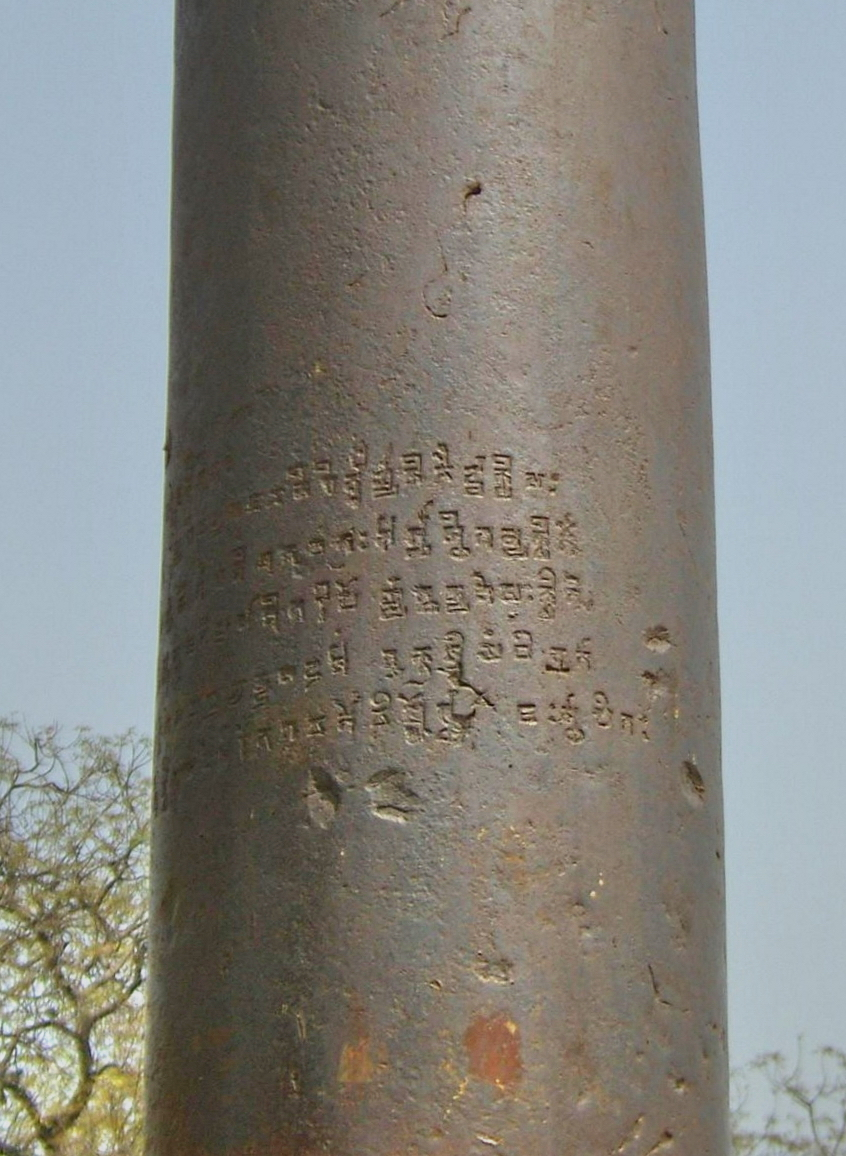
La cosiddetta "Colonna di Ferro" di Qutb (India) è talvolta citata come un OOPArt

OOPArt (acronimo derivato dall'inglese Out Of Place ARTifacts, «manufatti, reperti fuori posto») è un termine coniato dal naturalista e criptozoologo statunitense Ivan T. Sanderson per dare un nome a una categoria di oggetti che sembrerebbero avere una difficile collocazione storica, ossia rappresenterebbero un anacronismo. Vengono classificati come OOPArt tutti quei reperti archeologici o paleontologici che, secondo comuni convinzioni riguardo al passato, si suppone non sarebbero potuti esistere nell'epoca a cui si riferiscono le datazioni iniziali.
Da questi ritrovamenti, è nato il filone dell'archeologia misteriosa o pseudoarcheologia. La comunità scientifica non ha mai ritrovato in tali oggetti elementi o prove che le facessero apparire come "fuori dal tempo", relegando le interpretazioni volte a sottolineare presunti anacronismi nell'ambito della pseudoscienza. Molti OOPArt hanno infatti ricevuto un'interpretazione del tutto coerente con le attuali conoscenze archeologiche e scientifiche. In tutti quei casi in cui non si è data una risposta, ciò si deve al fatto che non si è ancora capito il tipo di utilizzo che aveva l'oggetto o la descrizione dell'oggetto appare fumosa e inesatta oppure non si conosce il possessore dell'oggetto tanto da farne dubitare circa l'effettiva esistenza.
Nel tempo gli OOPArt sono stati usati per supportare le più varie teorie pseudoscientifiche come quelle ufologiche e creazioniste.

## La presunta validità scientifica
Secondo le interpretazioni di alcuni sostenitori degli OOPArt alcuni di questi oggetti metterebbero in crisi le teorie scientifiche e le conoscenze storiche consolidate. Tuttavia solo in rari casi tali affermazioni hanno avuto il sostegno della scienza, ad esempio gli oggetti possono venire in seguito spiegati come appartenenti effettivamente all'epoca in cui sono stati fabbricati, senza che alcuna conoscenza dei fatti storici possa essere messa in discussione. Così è accaduto per la cosiddetta macchina (o meccanismo) di Anticitera, un sofisticato calcolatore astronomico, generalmente considerato dai media e dall'opinione pubblica un oggetto tecnologicamente troppo avanzato per appartenere all'età ellenistica, ma che in realtà è perfettamente compatibile con le conoscenze tecniche e astronomiche degli antichi greci alessandrini, pur rimanendo un reperto unico per complessità e manifattura.
Così anche può capitare che gli oggetti, dopo un'analisi iniziale fallace, vengano sottoposti a studi scientifici e ne viene riscontrata la loro appartenenza ad epoche più recenti o a contesti spiegabili: questo quindi li colloca fuori dall'ambito degli OOPArt, o li fa riconoscere come oggetti di moderna falsificazione (come il Martello di London), falsificazioni riscontrabili peraltro anche per reperti convenzionali. Non sono rari i casi in cui l'oggetto, dopo la pubblicazione iniziale, scompare o viene reso inaccessibile per le necessarie verifiche scientifiche, mantenendo quindi la fama di oggetto misterioso, ma senza possibilità di risolvere il "mistero".
Altre volte invece gli OOPArt vengono identificati con un oggetto del tutto normale. Ad esempio, all'interno del Geode di Coso è stato ritrovato un oggetto metallico, in seguito riconosciuto da tecnici esperti come una candela di accensione di un motore a scoppio degli anni venti.

## Casi celebri di OOPArt

### OOPArt che secondo i sostenitori sono ancora da verificare

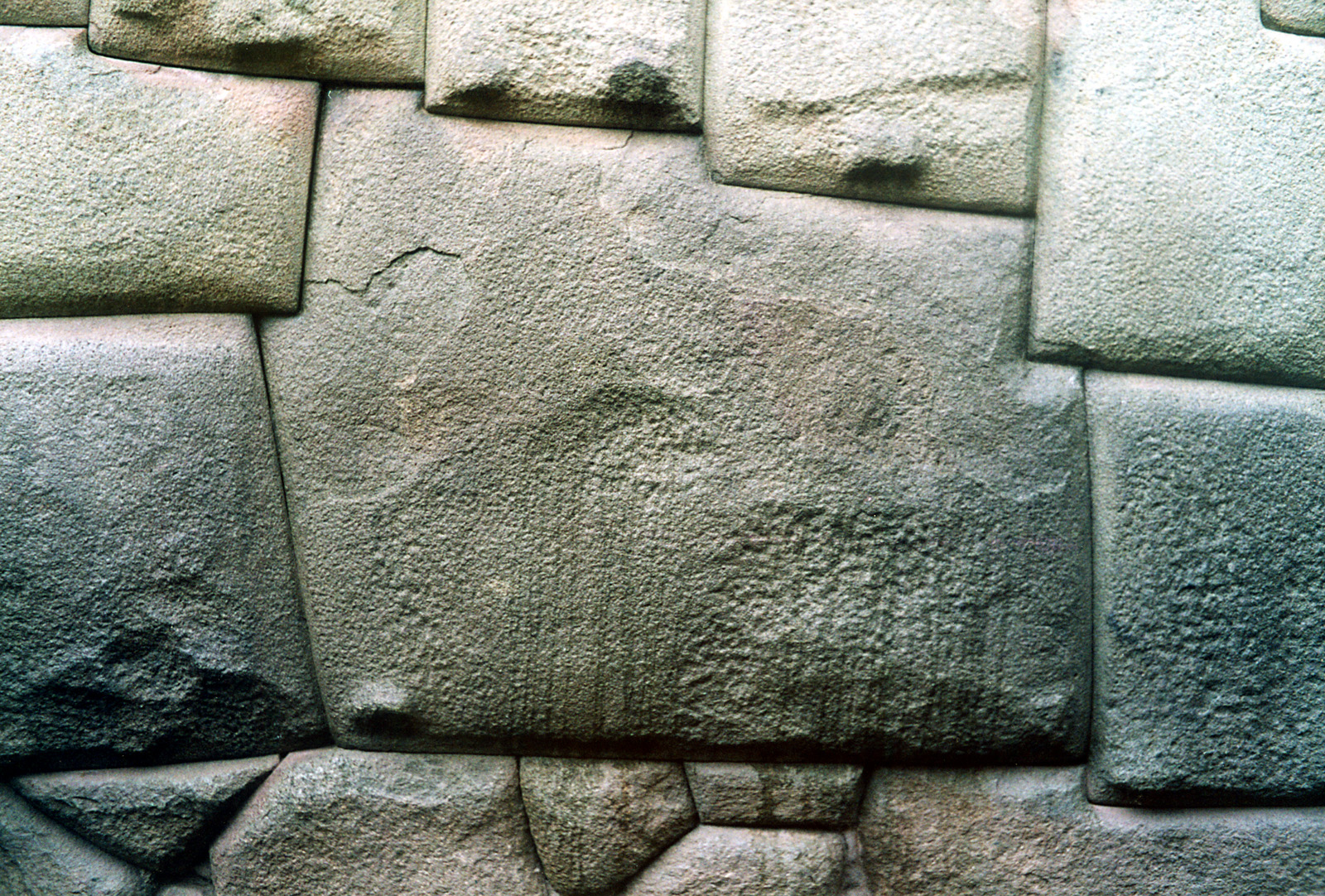
Muro a secco in giganteschi blocchi di diorite nel sito di Hatun Rumiyoc, a Cusco.

- Cusco (antica capitale del Perù) e alcuni siti in Perù: in una località chiamata Hatun Rumiyoc esistono enormi complessi edificati con blocchi di diorite, molti dei quali dal peso di diverse tonnellate, modellati con una precisione tale da sembrare a molti incompatibile con le tecnologie dell'epoca. Sebbene l'archeologia ufficiale attribuisca queste costruzioni agli Incas, la differenza tra le costruzioni "a misura umana" messe in opera con l'aiuto di malte, e le gigantesche composizioni a puzzle che sorgono nei paraggi fanno sorgere dei dubbi anche negli studiosi. Essendo però non suscettibili di datazione (è impossibile eseguire test precisi data la messa in opera delle pietre e la loro grandezza) non costituiscono per la comunità scientifica alcuna prova circa l'esistenza di altre civiltà. Nei diversi siti si notano, inoltre, alcune strutture realizzate con misure diverse dagli standard costruttivi. Le porte sono infatti di forma trapezoidale e con un'altezza che solitamente è intorno ai tre metri. La spiegazione ufficiale è che molte culture sovente costruivano porticati o strutture più grandi del normale per incutere un'impressione di solennità e grandezza. Alcuni sostenitori della cosiddetta pseudoscienza sostengono invece che siano una prova dell'esistenza di esseri diversi da noi, vissuti o passati dalla terra migliaia di anni fa.[7][8]

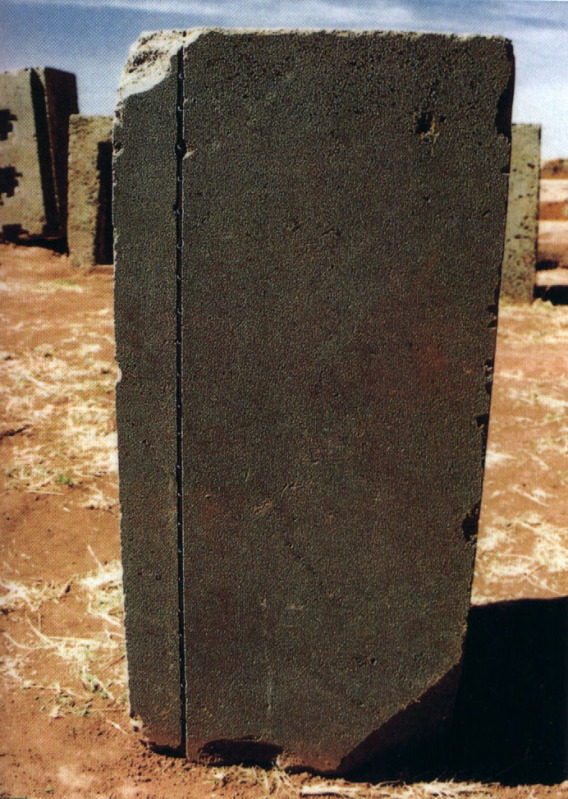
Uno dei blocchi di granito tagliato con estrema precisione nel sito di Puma Punku, nel sito di Tiwanaku, in Bolivia.

- Puma Punku: "Puma Punku" significa "Porta del Puma". Molti i misteri che riguardano questo sito in Bolivia. Ma su un punto tutti gli archeologi sembrano concordare, la loro datazione. Le rovine, che si devono all'altrettanto misteriosa civiltà Tiahuanaco - sviluppatasi tra Bolivia, Cile e Perù - risalgono al 500-600 a.C. Si tratta di strutture megalitiche in arenaria. Inoltre, il trasporto di megaliti richiede sforzi sovrumani se non si è in possesso di apparecchiature tecnologiche (strumentazione che gli uomini del tempo, secondo i sostenitori degli OOPArt, non potevano possedere).[9] Anche qui si trovano strutture costruite con standard metrici più grandi del normale, come i gradini che portano al tempio, alti 80 centimetri.

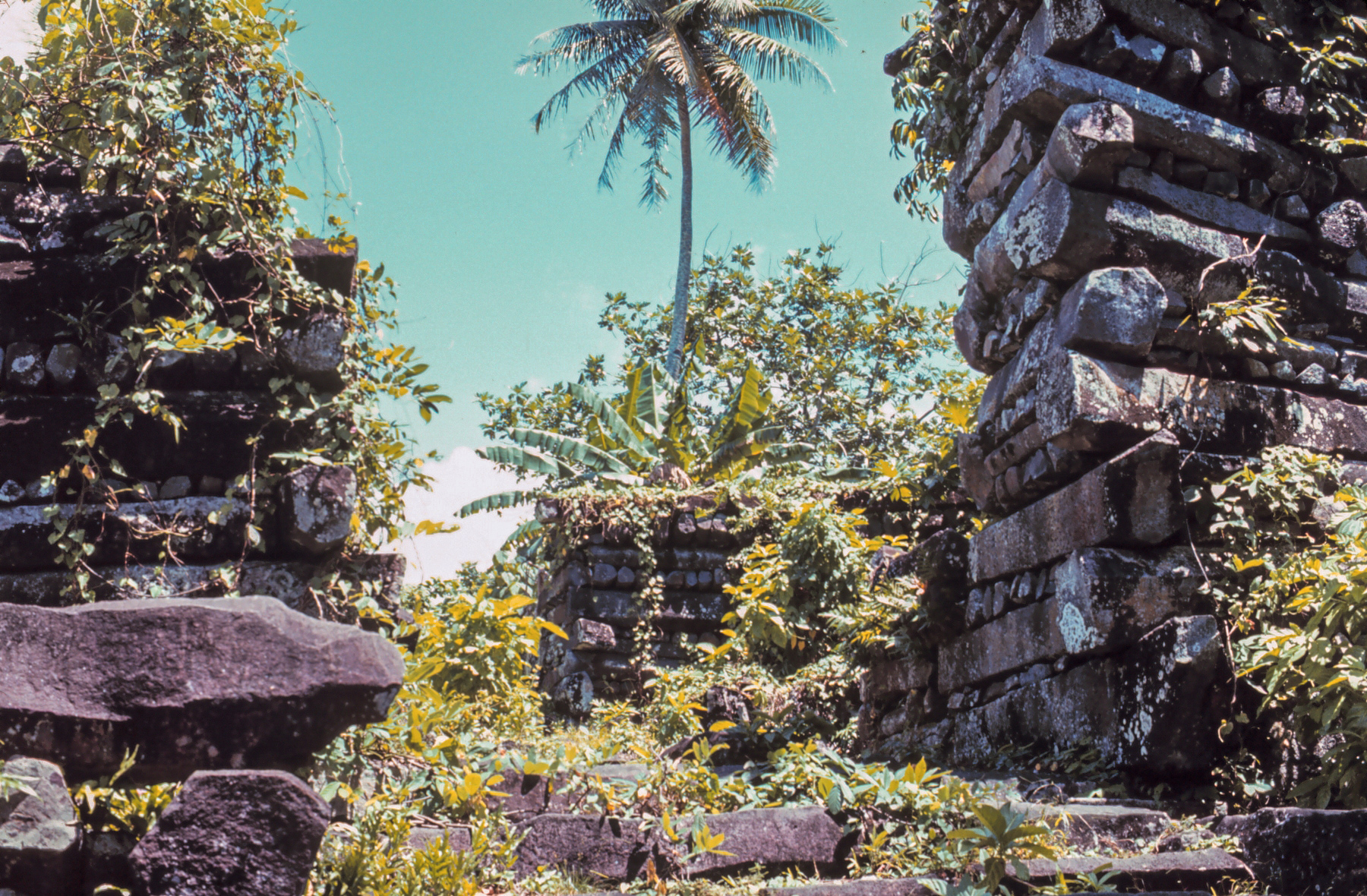
Rovine di Nan Madol

- Nan Madol e alcuni siti in Micronesia.[10][11] Qui si trova ciò che si considera il reperto più importante tra quelli rinvenuti in tutta l'area dei Mari del Sud. Si tratta delle rovine di un grande tempio, una struttura che misura 90 metri di lunghezza e 18 di larghezza[11], con mura che nel 1874 erano alte nove metri e che a livello del suolo presentavano uno spessore di un metro e mezzo. Sulle pareti sono tuttora visibili i resti di alcune incisioni che rappresenterebbero molti simboli sacri di Mu[10]. L'edificio presentava canali e fossati, sotterranei, passaggi e piattaforme, il tutto costruito in pietra basaltica. Non si riesce a risalire precisamente da quale popolo e con quali tecnologie sia stato costruito.[11][12][13]

- Il mortaio con pestello rinvenuto nella Table Mountain (California), nella contea di Tuolumne, in uno strato di roccia risalente al Terziario e datato tra i 33 e i 55 milioni di anni.[14][15][16] Sull'oggetto tuttavia non ci sono segni di lavorazione umana ed è quindi plausibile che si tratti di semplici pietre elaborate dalla natura e che accostate tra loro fanno pensare a un mortaio con relativo pestello.[17]
- Gli oggetti microscopici (nanospirali) che sarebbero stati rinvenuti presso le rive del fiume Narada in Russia sulla catena degli Urali, costituiti, stando alle descrizioni, da elementi che si avvolgono a spirale, alcuni della grandezza di pochi millimetri, in rame, tungsteno e molibdeno, interpretati come antichi esempi di nanotecnologia.[18][19][20][21] Tale interpretazione è stata messa in dubbio: come spesso accade per questi “oggetti impossibili,” è difficile dare una ricostruzione pacifica per la mancanza di informazioni dettagliate e attendibili. Nel caso di questi presunti oggetti microscopici, ad esempio, non si riesce nemmeno a sapere dove si trovino attualmente.[22]
- I tubi di Baigong in Cina, tubi metallici rinvenuti in una grotta nella provincia di Qinghai, e nelle vicinanze, interpretati variamente come manufatti artificiali, antiche condutture, o come formazioni naturali. Ulteriori studi sono oggi impediti dal fatto che le autorità cinesi usano il sito come attrazione turistica.[23]
- Una protesi metallica, in ferro puro, lunga 23 cm presente nella gamba della mummia del sacerdote Usermontu risalente alla XXVI dinastia egizia (656 a.C. -525 a.C.).[24] Si ritiene che la "protesi" sia stata messa nella fase di mummificazione del corpo in vista della resurrezione.[25] Si tratta quindi di una riparazione postuma.[26]
- Un giornale del 1891 riporta la notizia del ritrovamento di una catena d'oro a Morrisonville, nell'Illinois, rinvenuta, stando al racconto, in un pezzo di carbone e sempre secondo l'articolo, risalente a 300 milioni di anni fa, ritrovata da parte della moglie del direttore del giornale, S.W. Culp.[27] Come per altri OOPArt non si hanno notizia della reale esistenza del monile e del suo possessore.
- La tazza in ferro di Wilburton rinvenuta nel 1912 in una miniera di Wilburton, nell'Oklahoma, da parte di Frank J.Kenwood in un blocco di carbone.[28][29] La classificazione come OOPArt si basa su racconti aneddotici e l'oggetto sin dagli anni '60 è stato usato come strumento di propaganda creazionista senza tuttavia che vi sia alcuna prova circa la reale antichità.[28]
- Il Fuente Magna un vaso ritrovato in Bolivia nel 1950 con presunte incisioni in cuneiforme sumero e proto-sumero.
- La vite di Treasure City, si dice scoperta nel 1869 negli USA a Treasure City (un paese di cercatori d'oro oramai abbandonato nello stato del Nevada) è uno di quei ritrovamenti classificati come OOPArt, ovvero "manufatti trovati fuori posto", dai sostenitori dell'archeologia misteriosa[30]. In uno strato di roccia sarebbe stata trovata l'impronta apparente di una vite di 5,08 cm di lunghezza. La vite che si presuppone fosse stata di materiale ferroso si è ormai completamente perduta, ma impressa nella roccia vi si è trovata la forma fotografata dell'oggetto. Come per altri OOPArt non si hanno notizia della reale esistenza della roccia e del suo possessore.
- I reperti di Hueyatlaco, sui quali esiste una controversia circa la datazione.

### OOPArt sottoposti ad esami scientifici approfonditi

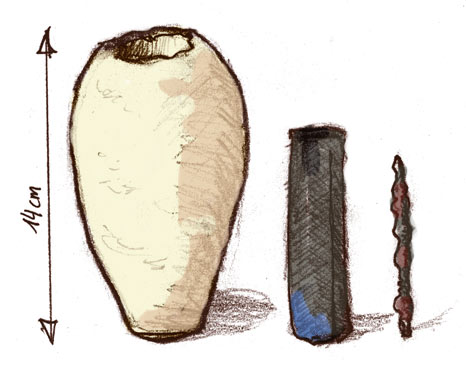
I componenti interni della Batteria di Baghdad.

- La batteria di Baghdad, datata tra il 250 a.C. e il 250 d.C., ne sono attualmente conservate circa una dozzina nel Museo Iracheno di Baghdad. È formata da una giara in ceramica contenente una guarnizione di metallo che avvolgeva un cilindro in ferro che a sua volta aveva un tappo in asfalto. Se riempita con del liquido a tendenza acida essa produrrebbe potenzialmente energia similmente al sistema della pila carbone-zinco. Tale processo si pensa venisse utilizzato solo per la placcatura dei pezzi di metallo, data la complessità dello sviluppo di un circuito elettrico. Molti altri invece considerano sia una casualità che i materiali utilizzati producano energia se sollecitati e che in realtà si tratti di un sistema per la conservazione di rotoli sacri di papiro.
- il vaso di Dorchester, Massachusetts (USA), ritenuto datato a 320 milioni di anni fa, in realtà non ha nulla di antico[31] e plausibilmente si trattò di uno scherzo ad opera degli operai del cantiere dove è stato rinvenuto.
- le pietre di Ica, Perù, raffiguranti scene risalenti a 66 milioni di anni fa. Sono state ritrovate circa 15.000 pietre e si sono rivelate essere un falso moderno, prodotte dalla popolazione locale per venderle[32][33].
- Il Teschio dello Zambia, o "Teschio di Broken Hill", un cranio umano che si dice risalente a 150-300.000 anni fa (le prime datazioni lo ponevano a 38.000 o a 70.000 anni) che presenta sulla tempia sinistra un foro perfetto, privo di linee radiali, come quello lasciato da una ferita d'arma da fuoco. Il foro può essere spiegato più prosaicamente come una ferita dovuta al canino di un grosso predatore, o a una foratura artificiale del cranio, pratica rituale usata per scacciare gli spiriti maligni[34].

### Oggetti scambiati per OOPArt oppure falsificati
- All'interno del geode di Coso, inizialmente datato come antico di 500 000 anni, è stato trovato un oggetto metallico. Nonostante il nome, non si tratta di un vero geode ma di un grumo di creta in cui si è trovato anche un pezzo di chiodo. La presenza dell'oggetto è stata strumentalizzata da gruppi creazionisti americani (come "Creation Outreach" e "Institute for Creation Research"), che hanno aggiunto ai pochi dati divulgati dagli scopritori numerose informazioni fasulle, aumentando il mistero intorno all'oggetto. Nel 1999 l'oggetto è stato identificato in base alle prove portate da un gruppo di collezionisti: è senz'ombra di dubbio una candela per autocarro di marca Champion, di uso comune negli anni '20[3].

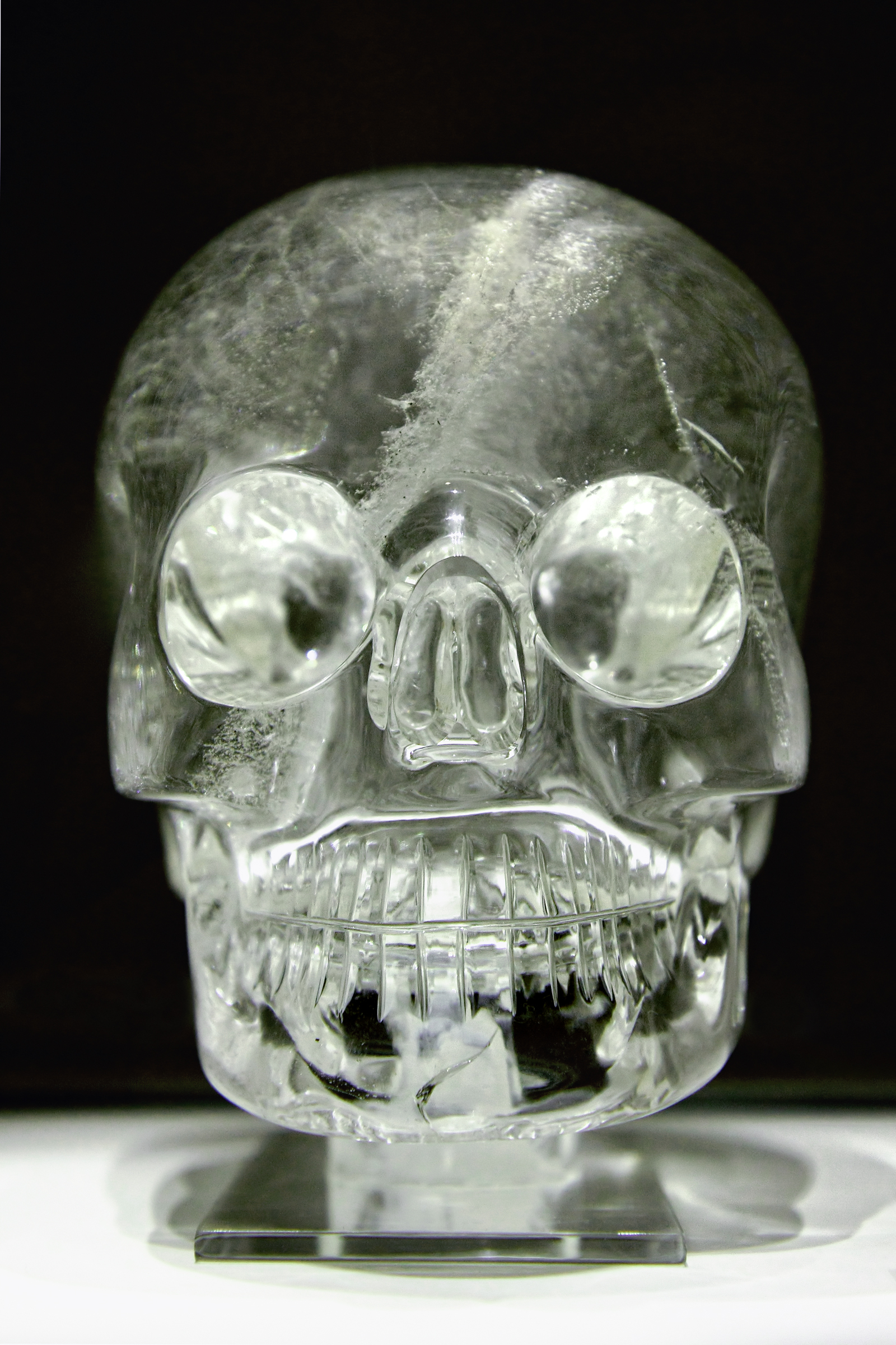
Un teschio di cristallo.

- I teschi di cristallo, attribuiti a civiltà precolombiane, sono in realtà falsi fabbricati a partire dalla seconda metà del XIX secolo.
- Le sfere metalliche di Klerksdorp, Sudafrica, che alcuni pensano essere opera dell'uomo. I geologi concordano sul fatto che tali sfere non sono dei manufatti ma sono il risultato di processi naturali[14][15][16][35].
- Il Martello di London, Texas (USA), secondo certuni databile 115 milioni di anni come le rocce della zona in cui è stato rinvenuto, è un falso[36]. Non sono presenti gli aloni di diffusione delle particelle metalliche che avrebbero dovuto prodursi nella roccia in milioni di anni, né si è verificata la pietrificazione del manico di legno del martello. Inoltre, dal momento che si tratta di una roccia metamorfica, sottoposta ad enormi pressioni e temperature, sia il manico che la testa del martello dovrebbero essere fortemente deformati.
- Il presunto dito umano fossile, risalente a 100 milioni di anni fa e ritrovato nella Walnut cretaceous formation del Comanche Peak situato in una riserva del Nuovo Messico, è di dubbia origine anche per gruppi creazionisti ed è ritenuto, a seconda delle opinioni, un carapace fossile o semplicemente una pietra con una forma interessante[37].
- Il Papiro Tulli, un falso documento egizio che descrive degli UFO.
- La cosiddetta mappa del Creatore (nota anche come pietra di Daška), ritrovata nella Baschiria, Russia. Erroneamente datata ad almeno 20 milioni di anni fa e raffigurante il territorio di 120 milioni di anni fa. In un'intervista rilasciata alla trasmissione Stargate - Linea di confine, Čuvyrov, autore della scoperta, aveva affermato che la mappa rappresenta enormi canalizzazioni di cui si è cominciato a ricercare l'esistenza attraverso opportune prospezioni geologiche. Successive indagini hanno mostrato l'assoluta inconsistenza di tali ipotesi.[38]
- Le statuette di Acambaro, cittadina nei pressi di Guanajuato nel Nuovo Messico, furono scoperte nel 1945 e raffigurerebbero dei dinosauri tra cui un brontosauro, un anchilosauro e un iguanodonte e datate da analisi scientifiche a circa 2.500 anni fa. Sono considerate dagli antievoluzionisti una prova della contemporanea esistenza di esseri umani e dinosauri[39], mentre gli archeologi le considerano dei falsi[40].
- I dischi di Bayan Kara Ula (internazionalmente noti come dischi dei dropa), che si afferma ritrovati presso la località di Nimu, nella regione cinese del Sichuan, dischi di pietra bucati al centro e interpretati come manufatti extra-terrestri[41][42][43]. In realtà furono inventati da David Gamon (che si firmava David Agamon) come parte di un più ampio falso contenuto nel proprio libro del 1978 intitolato Sungods in Exile[44].

### Oggetti pienamente spiegati come appartenenti al loro tempo

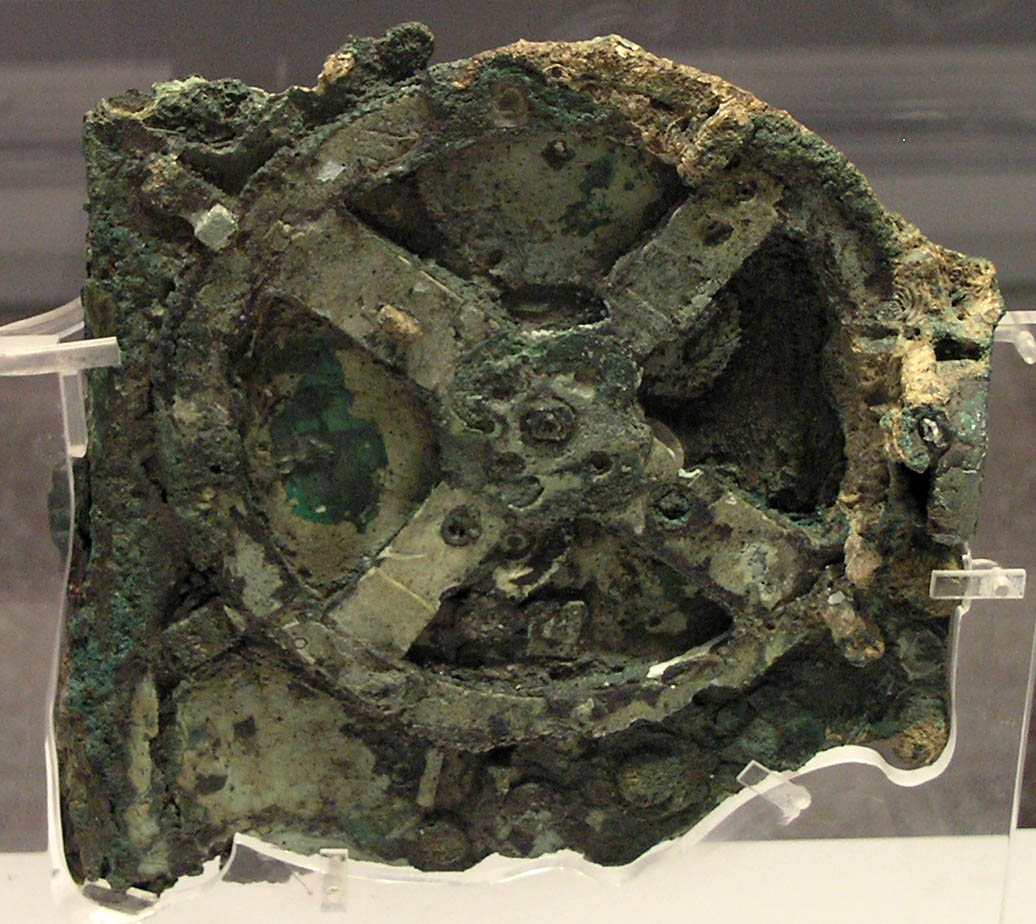
Un frammento della Macchina di Anticitera

- La macchina di Anticitera, un meccanismo per il calcolo astronomico recuperato in un relitto al largo della Grecia e risalente all'87 a.C. Questo confermerebbe che la Grecia antica aveva una conoscenza tecnologica maggiore di quanto finora creduto, ma non in contrasto con le conoscenze generali su tale civiltà (vedasi la Macchina di Erone).[3]
- L'elicottero e il carro armato incisi su di un bassorilievo nel tempio di Abido, rivelatisi un'immagine "creata" casualmente dalla sovrapposizione di due strati di simboli.[45]
- La mappa di Piri Reis (1513), che secondo alcuni rappresenterebbe l'Antartide quando ancora non era conosciuta; è ormai accettato e accertato che raffiguri l'America.[46]
- La Colonna di Ferro in India, risalente almeno al 423, una colonna in ferro alta 7 metri dal peso di 6 tonnellate che non è arrugginita nonostante 1600 anni di esposizione al clima monsonico, a causa di una "pellicola protettiva" formatasi come conseguenza dell'uso di materiali con impurità nel processo di fusione.
- Il modello di Aliante di Saqqara ritrovato in Egitto nella tomba di Pa-di-lmen, risalente al 200 a.C.. È un oggetto molto leggero, presenta ali dritte, che sembrano disegnate aerodinamicamente. Ricostruzioni in scala reale hanno dimostrato che non sarebbe mai stato in grado di volare e nemmeno di planare.[47] Si tratterebbe probabilmente di un giocattolo o di una decorazione riproducenti un uccello stilizzato, una figura classica dell'iconografia egizia.

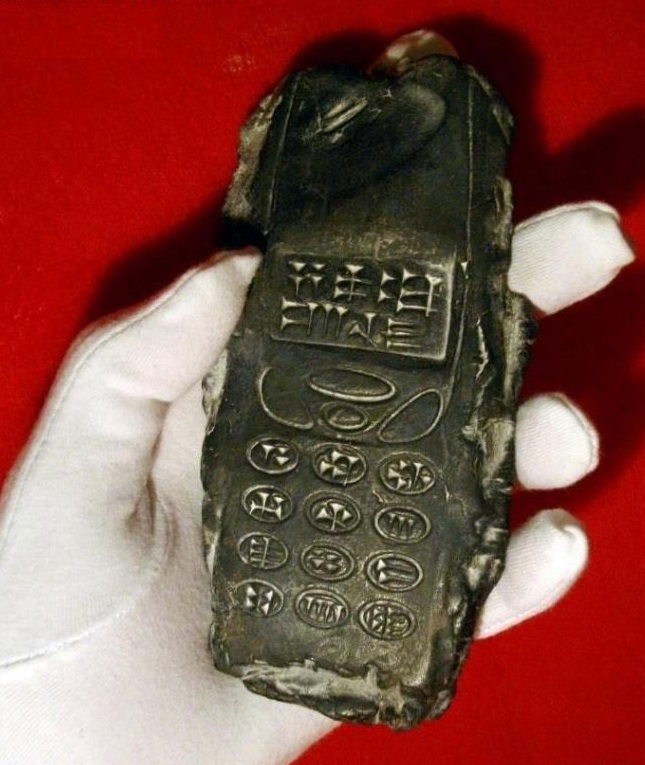
Babylonokia

- Babylonokia è un'opera d'arte creata da Karl Weingärtner nel 2012, modellata come una tavoletta d'argilla a forma di telefono cellulare, con tasti e schermo che mostrano la scrittura cuneiforme. Successivamente, alcuni scienziati e sostenitori della pseudo-archeologia hanno erroneamente presentato una foto dell'opera come un ritrovamento archeologico risalente a 800 anni fa. Questa storia è stata diffusa attraverso un video sul canale YouTube Paranormal Crucible, contribuendo a far definire l'oggetto come un mistero in alcune fonti giornalistiche.[48][49]
- La città sommersa di Bimini. Negli anni 1960 dei sommozzatori scoprirono al largo dell'isola di Bimini una zona apparentemente pavimentata, con colonne parzialmente abbattute, e si convinsero di aver scoperto Atlantide o un'altra città perduta. In realtà la pavimentazione non era altro che una formazione rocciosa di origine vulcanica simile a quella della Giant's Causeway irlandese, e i "pilastri" erano comuni bidoni riempiti di cemento indurito, usati come pesi nel vicino porto e in seguito scaricati in mare.

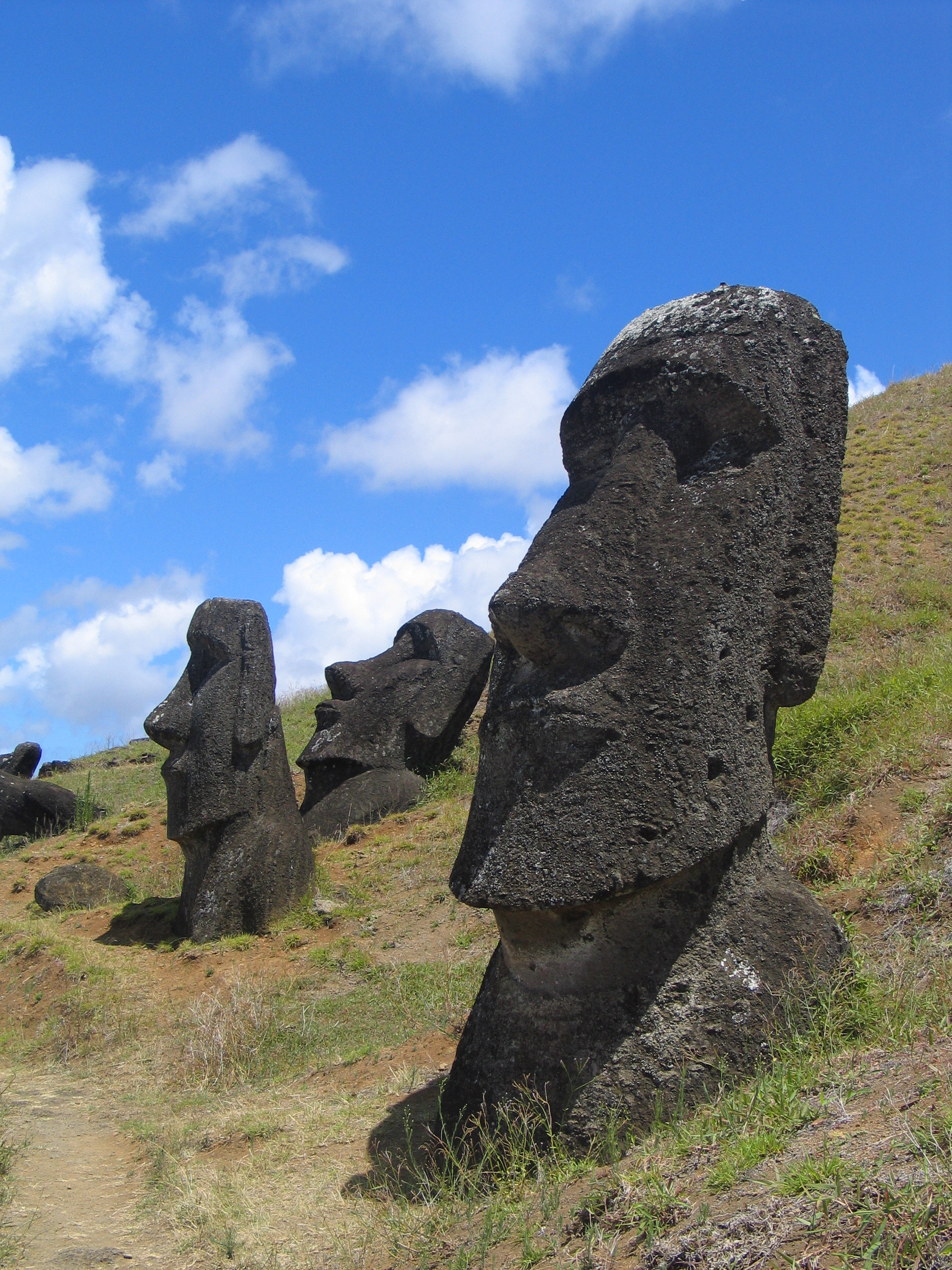
I moai ovvero i "guardiani" dell'Isola di Pasqua

- L'Isola di Pasqua. Ovvero il luogo abitato più lontano da qualsiasi altro insediamento della terra. I suoi giganteschi ed enigmatici “uomini di pietra” o moai, così come i massicci basamenti su cui venivano posti (chiamati in lingua locale ahu) hanno ispirato molte ricostruzioni fantasiose, che continuano ad alimentare l'immaginario di molti.[50] Grazie ai racconti orali tramandati dagli isolani ed alle ricerche degli etnoarcheologi, si è potuto ricostruire quasi in ogni dettaglio l'origine dei primi colonizzatori, i sistemi con cui vennero creati e messi in opera i manufatti megalitici dell'isola, e la successiva catastrofica decadenza di quella civiltà, legata ad uno sfruttamento intensivo delle risorse, fino al loro completo esaurimento.[51] Rimane invece ancora piuttosto controversa l'origine ed il significato della scrittura isolana chiamata rongorongo, di cui esistono poche testimonianze affidabili.
- I finti artefatti vichinghi in Nord America: sull'onda di uno studio sulla storia scandinava pubblicato nel 1837 dallo storico Carl Rafn, in cui si affermava che i Vichinghi avessero colonizzato il Nord America, iniziò una vera e propria "caccia al reperto" in tutto il continente. Vennero rinvenute numerose presunte iscrizioni e reliquie antiche. Molte di queste risultarono dei falsi, mentre le restanti non erano altro che oggetti nativi americani scambiati per vichinghi. Addirittura, tumuli nativi americani furono scambiati per tombe monumentali, nativi americani sepolti con i loro averi divennero "vichinghi in armatura"; a costruzioni note di epoca coloniale vennero attribuite improbabili origini nordiche. Nessuno degli oggetti descritti nella lunga lista fatta realizzare dallo studioso risultò vero.
- Le impronte del fiume Paluxy, Texas: da alcuni interpretate come impronte umane contemporanee a quelle dei dinosauri, sono oggi accettate come impronte di dinosauri di vario tipo.[52]
- L'òmero di Kanapoi in Kenya, ritrovato nel 1965 dagli antropologi Bryan Patterson e William W.Howells, datato a 5 milioni di anni fa. Gli scopritori sostennero che apparteneva a un uomo di tipo moderno, mentre analisi più approfondite hanno escluso questa ipotesi e attribuiscono l'omero a un ominide precedente.[53]
- Quattro scheletri fossili di Castenedolo, Brescia, anatomicamente umani, in una formazione del Pliocene Medio risalente a quattro milioni di anni fa, sono stati rinvenuti attorno al 1920 dal geologo Giuseppe Regazzoni. Gli scheletri sono poi stati datati col radiocarbonio a un'epoca più recente.[54]

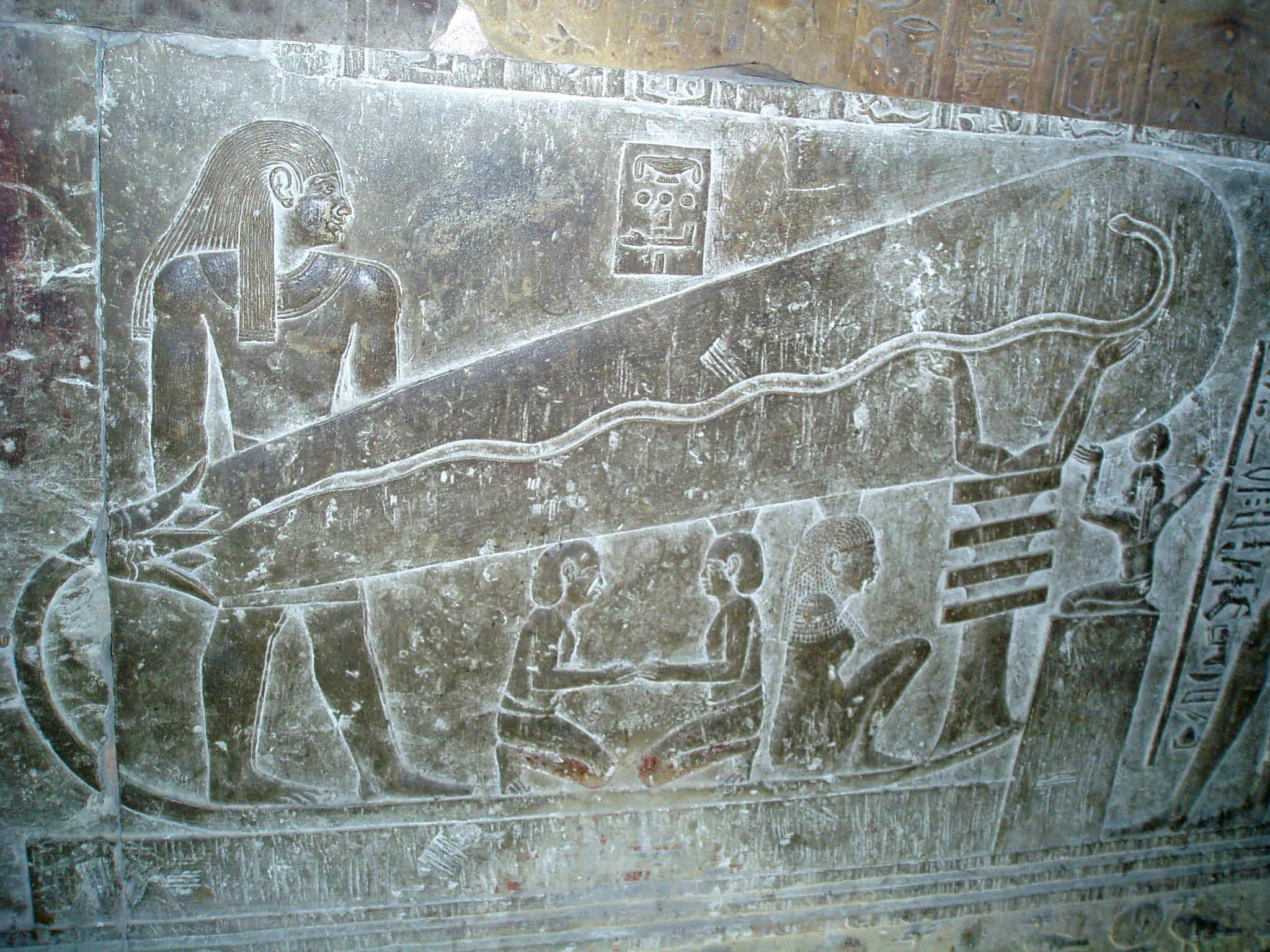
Un bassorilievo raffigurante una "lampada" di Dendera.

- Le lampade di Dendera, oggetti oblunghi nascenti da un fiore di loto e contenenti un serpente, raffigurati in un bassorilievo di un tempio dedicato alla dea Hathor a Dendera. Gli egittologi unanimemente interpretano il disegno come parte della mitologia egizia legata al djed e al fiore di loto.[55][56] I sostenitori della pseudo-archeologia invece vi vedono grandi lampade collegate con dei cavi a un generatore elettrico, o una sorta di tubo di Crookes.

## OOPArt e pseudo-teorie sulla nascita della civiltà sulla Terra
In base agli oggetti che alcuni ritengono siano degli OOPArt, sono stati sviluppati alcuni modelli teorici alternativi alla ricostruzione universalmente accettata di alcuni fatti preistorici:
- La "teoria dell'alternanza delle civiltà evolute", o "teoria catastrofista", ipotizza che sulla Terra possano essersi sviluppate in forme e caratteristiche diverse o analoghe a quella contemporanea, molte civiltà "tecnologicamente e/o spiritualmente evolute". I sostenitori di questa teoria pensano che le grandi estinzioni di massa documentate nella storia terrestre, in ognuna delle quali si è estinta una percentuale consistente delle specie allora viventi, possano aver distrutto civiltà già evolute. Questa teoria, in ambito di concezioni di tempo ciclico, è tipica di molte mitologie e fu proposta fin dall'antichità da filosofi e scienziati, tra cui Aristotele, fino a Georges Cuvier. Si veda di recente l'esperimento mentale detto ipotesi siluriana, che rileva però la quasi impossibilità con le conoscenze attuali di ritrovare possibili resti archeologici di civiltà preistoriche ipotetiche.
- La "teoria degli interventi alieni" o degli "antichi astronauti" ipotizza che la Terra sia stata visitata e/o colonizzata da una o più specie extraterrestri, in questo caso estremamente simili all'uomo, con tracce individuate in diversi siti geologicamente molto antichi. Secondo diverse interpretazioni di questa teoria, eventuali alieni sbarcati sulla Terra, pur senza lasciare tracce avrebbero potuto comunque influenzare indirettamente gli esseri umani preistorici, similmente a quanto accadde in tempi moderni col fenomeno del culto del cargo.